# Jane by Design
Jane by Design com What Would Jane Do) és una sèrie de televisió de comèdia i drama estatunidenca del canal ABC Family. A la sèrie se'ns mostra la vida de Jane Quimby, una adolescent que, en anar a una entrevista de treball és confosa com a adulta i gràcies a ixó comença a fer feina amb una dissenyadora molt coneguda per tot el món, Gray Chandler Murray. Degut a això, l'al·lota ha de fer dues vides a la vegada, una vida d'adolescent a l'institut i una altra d'adulta al seu lloc de feina.
La sèrie es va estrenar el 3 de gener de 2012, després de Switched at Birth. El 29 de febrer de 2012, la sèrie va ser donada una ordre de tornada 8 episodis. Es va estrenar a l'estiu, el 5 de juny de 2012 i va acabar el 31 de juliol de 2012. El 17 d'agost de 2012, ABC Family anunciar que la sèrie va ser cancel·lada.

## Argument
Jane Quimby és una adolescent que és confosa amb una adulta a una entrevista quan volia demanar un lloc de pràctiques a una empresa de moda i comença a fer feina com a assistent personal de Gray Chandler Murray, una coneguda dissenyadora. Des d'aquest moment la jove ha de compaginar la seva vida d'adolescent juntament amb la vida d'adulta. Per a aconseguir-ho compta amb l'ajuda de Billy, el seu millor amic que, malgrat mantenir una relació amorosa amb la rival directa de Jane, Lulú, sempre està disposat a donar-li una mà. Jane viu sola amb el seu germà Ben, ja que el seu pare va morir i la seva mare se'n va anar de casa. A Ben li costa dur doblers a casa i és per això que l'adolescent no s'ho pensa a acceptar el lloc de feina que li proposen quan la confonen. Fent feina per a Gray Chandler Murray, Jane aprèn i descobreix com funciona tot el món de la moda i la dificultat de superar totes les barreres que se li posen davant, encara que això darrer ho aconsegueix gràcies als seus companys de feina, Jeremy Jones, India Jourdainn, Cartes i Birdie.
Jane intenta ser la millor tant a escola com a la feina com pot organitzant-se la vida en vida d'institut i vida laboral.

## Repartiment
- Erica Dasher com Jane Quimby
- Nick Roux com Billy Nutter
- Rowly Dennis com Jeremy Jones
- India De Beaufort com India Jordain
- Meagan Tandy com Lulu Pope
- Matthew Atkinson com Nick Fadden
- Andie MacDowell com Gray Chandler Murray
- Bryan Dechart com Eli Murray